# 梁铁城
梁铁城（1956年—），男，蒙古族，辽宁喀左人，中华人民共和国政治人物、第十二届全国人民代表大会内蒙古地区代表。

## 生平
梁铁城毕业于中央党校，1976年8月加入中国共产党。2008年当选为第十一届全国人大代表。2013年当选为第十二届全国人大代表。